# Selonia

Selonia na mapie Łotwy

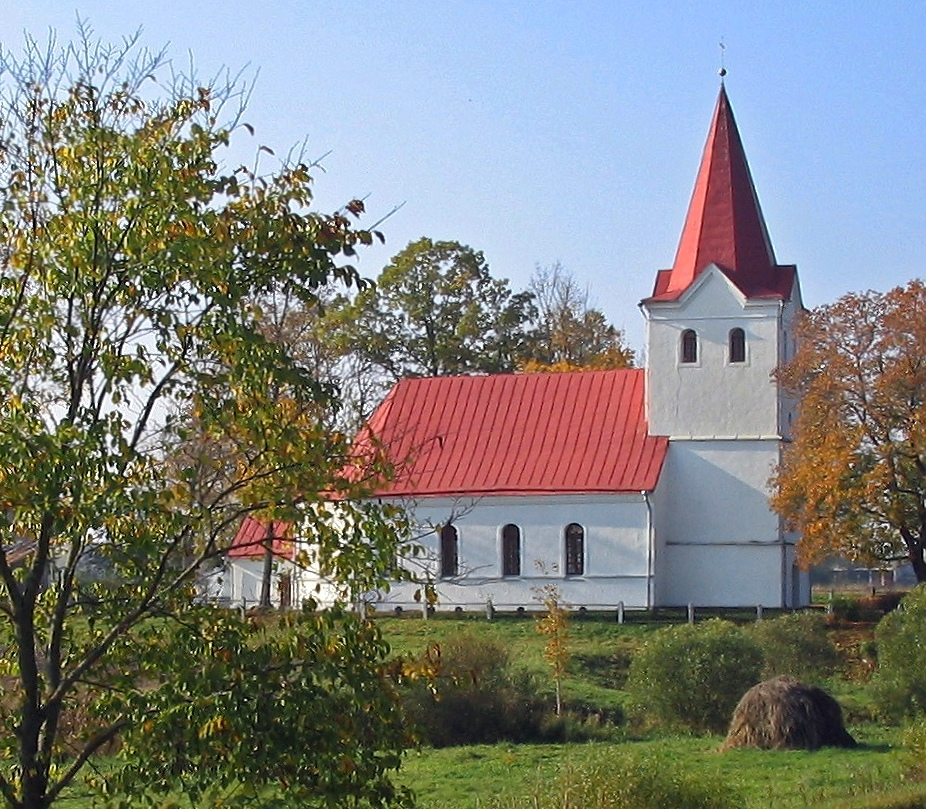
Kościół luterański w Laši, Selonia.

Selonia (łot.Sēlija; lit.Sėla), znana także jako Augšzeme (Wyżyna) – kulturowy region i kraina historyczna Łotwy położona na wschód od Semigalii, do której bywała zaliczana. Obejmuje tereny przy granicy z Litwą. Głównym miastem regionu jest Jēkabpils.

## Historia
Podbój Selonii przez Niemców, jak i całego terytorium obecnej Łotwy, rozpoczął się w początkach XIII wieku. Za początek podboju Selonii uważa się 1208 r., gdy Albert von Buxhövden podbił Sēlpils. Najbardziej prawdopodobne, że określenie Selonia lub Selończycy jest niemiecką adaptacją liwońskiej nazwy określającej wyżynę.
Selonia dzieliła losy historyczne z sąsiadującą z nią od zachodu Semigalią i była uznawana za jej część.